# 教堂山 (北卡罗来纳州)
教堂山（英語：Chapel Hill，又译教堂山）是美国北卡罗来纳州奥兰治县（Orange County, North Carolina）的一座城镇。成立于1819年。著名的公立學校位于该镇。美国2012年人口估测显示，教堂山共有人口5.842万。教堂山与罗利（Raleigh）和达勒姆（Durham）围成三角研究园（Research Triangle Park, RTP) 。

## 名人
- 迈克尔·乔丹, 美国国家篮球协会（NBA）前球员
- 亞努皮·迪賽, 美國偶像（American Idol）第八季第六名。
- 约翰·爱德华兹，美国民主党前参议员, 2008年美国总统选举初选候选人